# Syrau
Syrau is een plaats in de Duitse deelstaat Saksen, die als Ortschaft deel uitmaakt van de gemeente Rosenbach/Vogtl. in het district Vogtlandkreis. Tot eind 2010 vormde Syrau een afzonderlijke gemeente. Het dorp ligt ten noordwesten van Plauen aan de Syrabach.
In het dorp bevindt zich een in 1928 ontdekte druipsteengrot, de Drachenhöhle, waarvan het grootste deel voor bezoekers ontsloten is. De grot is ca. 15 meter diep en 550 meter lang.
Even buiten Syrau staat een uit 1864 daterende windmolen, het enige resterende exemplaar in het Vogtland.
Syrau beschikt over een station aan de spoorlijn tussen Hof en Plauen, dat door de Vogtlandbahn wordt bediend.